# 2014年福建闽侯恶性撞人事件
2014年福建闽侯恶性撞人事件是发生於2014年4月28日的一起造成多人伤亡的事件。长乐籍男子林建新驾驶汽车在闽侯县青口镇附近连续撞人后逃逸，最后被当地警察采取措施控制住。

## 事件经过
2014年4月28日11时，一位37岁的福建省福州市长乐人林建新，因为在与其妻子刚刚离婚不久，因为种种纠纷，导致其产生报复别人的想法。林某便驾驶一辆香槟色雷克萨斯轿车（车牌为闽A SC782），沿着闽侯县青口镇的奔驰大道一路行驶并连续撞击多人，从青口镇前洋村一直到海峡汽车文化广场，现场有多人被撞，而后林某又逃逸。 
闽侯县公安局接到报警后，立即派出警力，前去处理。多辆警车对肇事车辆进行围追堵截，最终在尚干镇奔驰大道和203省道交界处将林建新的车辆拦截下来。然而，林建新并不下车，并以多种手段阻挡警方执法，还用打火机试图引燃车上装载的汽油。在警方多次劝导无效的情况下，警方采取了强力措施，将车内的林建新制服，随后便对其采取刑事强制措施。 

## 事件后果
由于林建新一路撞击多部电动车以及路上行人，据统计约有18人被撞，事件也造成多人伤亡。截至29日零时，已经确认有7人死亡，这其中包括3名未成年人；另外还有12人受伤。
受伤者分别被安排在福州市的4家医院进行抢救，其中包括南京军区福州总医院、福州市第一医院、第二医院等。福州市政府的工作人员已赶往上述医院，慰问伤者，安抚家属。

## 审判
2015年5月，福州市中级人民法院进行一审，以危险方法危害公共安全、故意杀人罪，判处林建新死刑，剥夺政治权利终身。林建新提出上诉。福建省高级人民法院终审裁定，驳回上诉，维持原判，并报请最高人民法院核准死刑。经最高人民法院复核，于2016年6月29日，对林建新执行死刑。福州市中级人民法院在当日对外公布了这一消息。